# 「撤回修訂引渡條例」遊行
2019年4月28日香港反對逃犯條例修訂草案遊行，是民間人權陣線在2019年4月28日舉行的第二次反對逃犯條例修訂草案公眾遊行。

## 背景
民陣於3月31日發起第一次遊行，為反修例運動揭開序幕。遊行後政府未有回應訴求，撤回逃犯條例修訂。香港多個界別和政治人物亦發聲表態。

### 政府表明不撤回 強調堵塞漏洞
4月1日，香港政府以及行政長官林鄭月娥明言不會撤回條例，指3·31遊行很多口號和表達不符實情，重申修訂條例是堵塞多年來的漏洞，是源於台灣謀殺事件，反映政府事不避難。修訂並非為移送中國內地度身訂造，而是包括未有與香港簽訂長期相關協議的所有地區，一視同仁。日後也有會有政府和法庭的雙重把關，以及可申請人身保護令等對人權的保障。其後林鄭亦多次重申「堵塞漏洞」等理據。
4月26日，保安局局長李家超強調《逃犯條例》符合國際標準，與新聞、言論、學術、出版無關，重申修例是為了處理漏洞。

### 建制派支持政府 強調修例沒問題
行政會議成員、民建聯立法會議員張國鈞指中國已經與多個發達國家簽訂移交逃犯協議，香港亦已回歸20多年，不認同香港與内地若達成移交安排，會被指是大逆不道。而且當局提出修訂《逃犯條例》的相關機制與國際其他地方看齊，最終由法院把關。
經民聯立法會議員梁美芬指大陸與台灣曾純以「兩地人民福祉」，在1990年及2009年簽訂《金門協議》及《司法互助協議》，證明達成協議不一定有強的政治考慮，現時普通人都知道法例有漏洞，擔心會惹來其他人「有樣學樣」。法律界明白內地與香港法律制度不同，過往沒有移交逃犯的迫切性，兩地一直無法達成協議。但她解釋，現在有迫切性處理法律漏洞，政府和立法會應該平心靜氣向市民解釋。
行會成員兼新民黨主席葉劉淑儀支持修例，認為可以堵塞漏洞，批評反對派和商界自製恐懼，同時顯示政府解釋不足，市民未能充分掌握條例細節，重申不可讓香港成為逃犯天堂。

### 民主派駁斥政府 提出私人草案
前立法會議員姚松炎提出修例當中條文有矛盾，認為沒有司法獨立和特首獲授權下，部分條文形同虛設。
立法會議員楊岳橋則針對《逃犯條例》修訂提出私人條例草案，賦予特區政府及香港司法機關權力，處理香港永久居民或通常在港居住人士在境外涉嫌謀殺、誤殺或意圖謀殺的案件。刑事調查、檢控、審訊乃至服刑均在香港進行，並促請政府撒回《逃犯條例》修訂。

### 多個界別表達憂慮
《香港01》評論認為逃犯條例修訂已經成為林鄭的政治炸彈，包括方案欠缺法理和偏袒商界，因而激起民憤。社運人士黎恩灝亦批評修例改變香港三權制衡、製造更大不公義。
香港中文大學崇基學院神學院院長邢福增指，內地可能會以非宗教理由及相關經濟罪行來處理宗教案件；而修訂《逃犯條例》企圖將香港納入中國法例之中，對香港的影響亦非常深遠，呼籲香港教會即使沒有中國事工，也不可忽視修訂對香港社會所造成的影響。
大律師公會發布意見書，表明反對修例。公會強調，現行法律框架限制香港向中國移交逃犯並非漏洞，政府高官指原有條例是漏洞的說法是誤導。公會形容，「特別移交安排」剔除9項罪行，對於在中國從事商業活動的人士而言可能是「虛幻」的保障，更是國際刑事司法合作的一大倒退。
公務員事務局前局長王永平批評政府不理反對聲音，急促決定修訂《移交逃犯條例》，違反了政府官員強調的「履行公義」，又認為有可能移交後的疑犯在內地被加控其他罪行。

### 遊行前夕 多人呼籲出席
法律界及民主派不同光譜人士、前港督彭定康、天主教香港教區榮休主教陳日君樞機均反對逃犯條例修訂，呼籲港人重演推翻2003年《基本法》23條一幕，用雙腳守護香港，向港府和惡法說不。藝人何韻詩下午亦在Facebook呼籲「今天3點，銅鑼灣見」，明言修例一旦通過，人人自危。

## 經過
下午2時半、即遊行開始前一個半小時，部份政黨已在銅鑼灣記利佐治街設街站，呼籲市民參與遊行。其中人民力量的譚得志更以一身囚犯裝警醒市民若不齊心抗惡法，他日人人都有機會成為逃犯。
下午3時半，遊行人士已經擠滿東角道、駱克道、記利佐治街，百德新街交界亦有大批市民聚集。遊行開始前，香港天主教正義和平委員會舉行祈禱會，逾70人出席，包括天主教香港教區榮休主教陳日君樞機。
下午3時42分，民陣宣布因人數太多而提早20分鐘起步。遊行期間，鵝頸橋有示威者與親中市民對罵。
前全國政協劉夢熊亦被發現在遊行隊伍當中，表示「民心、民意、民氣都好明顯，問題係林鄭月娥政府逆民意而行，失民心者失天下」。公務員事務局前局長王永平亦有參加遊行，直指《逃犯條例》修訂比《基本法》23條立法更嚴重。
下午5時半，遊行龍頭抵達終點立法會，並舉行集會，多個專業團體輪流上台發言，法律界選委兼大律師查錫我、法政匯思召集人李安然、資深大律師李柱銘等人質疑政府推動修例的做法。同時間，滯留銅鑼灣的龍尾才剛出發。
龍尾最終在晚上7時50分抵達立法會終點，距離遊行起步已超過4小時。
晚上8時多，集會結束。「女長毛」雷玉蓮其後在立會示威區對開焚燒特首林鄭月娥的紙版頭像，有警員在旁試圖阻撓但不果，並多次開咪警告：「基於公眾安全，切勿燃燒物品」。多名便衣警員一度手執樽裝水，對着燃燒的紙張倒水，引起現場市民不滿。

## 回應

### 民陣不排除包圍立會
民陣一個月內第二次發起反對修訂《逃犯條例》遊行，昨日遊行人數遠超上次，民陣稱有13萬人參加，警方指最高峰時有2.28萬人，兩者均創下2014年佔領運動以來民主派遊行人數的新高，亦是林鄭月娥上台後最大型遊行，被認為是「林鄭神話」的破滅。其中推動大批市民出席的原因相信是佔中九子案的判刑。
民陣副召集人陳皓桓指官迫民反，故今日才有13萬人上街，若政府不撤回修例，他們會發起包圍立法會行動。他又批評立法會收緊示威區的申請準則，要求他們須在4周前申請，而且不准設置舞台，所以民陣今日被迫在添美道附近搭台。

### 署理特首拒撤回 人數多寡非重點
署理行政長官、政務司司長張建宗在遊行尚未結束之時的下午5時半見記者，表示市民絕對有權示威遊行，但一定要守法。他指人數多寡並非重點，希望大家有場合表達不同意見。他重申修例有實際必要，目的有兩個，包括處理台灣殺人案及堵塞現有法律漏洞。又形容政府正與時間競賽，希望周二立法會法案委員會可以盡早展開工作，「希望大家以實事求是態度，用心平氣和看這件事」。重申修例是跟國際標準，現時法例賦予的所有保障亦會保存。
警方則表示希望立法會盡快通過《逃犯條例》修訂。
政府發言人晚上發新聞稿，重申政府提出的《條例草案》是經過全面及審慎的研究，並且能夠達到「兩個目的」。新聞稿未有回應遊行訴求－撤回逃犯條例修訂。

### 臺灣外交部支持香港示威
中華民國外交部部長吳釗燮以英文在Twitter發文指，香港的雨傘運動清楚顯示「專制中國提出的一國兩制是神話，台灣會與自治和法治捍衛者肩並肩站起來」，發文批評一國兩制是神話，囑咐「香港加油」。

### 民主派及田北辰促請凍結修例
民主派召集人毛孟靜在遊行翌日見記者，表示遊行人數超預期，特首林鄭月娥必須回應市民訴求，就算不撤回方案，也要凍結現有方案。形容昨日的遊行人數萬人空巷，近年罕見，國際傳媒也十分關注，如林鄭認為不必顧及的話，是「貽笑國際大方」。
郭榮鏗表示，對於陳同佳案的最新判決結果，政府有足夠時間可以馬上撤回方案，多聽不同人士意見，包括國際社會、商會、大律師公會等意見，更完善處理台灣殺人案，他強調政府根本沒有需要急匆匆通過方案。
楊岳橋表示，特區政府對昨日遊行的回應「講了等於沒有講」，而無論建制派還是特首都是重複稱，在法案委員會上討論草案，卻不願理會民主派提出的「日落條款」及「域外法權」的替代方案。楊岳橋指出，建制派和政府不聆聽民意，繼續在法案委員會拉扯，才是對受害人家人家屬不公平。
實政圓桌田北辰認為政府應盡快撤回修訂《逃犯條例》，再分拆提交立法會。又促請港府採用「外人移送，港人港審」新方案，效法現時中國與法國的引渡協議，只會接受港人之外的引渡申請，倘港人在內地犯法並潛逃返港，香港法庭可在港審訊該案件。田北辰不認同政府撤回修訂《逃犯條例》會影響政府威信，強調修例源於台灣殺人案，惟現時遊行人數新高，政府不能漠視，同時於立法會法案委員會亦未能選出主席，提及三隧分流方案都曾兩次交立法會審議但最終撤回。

### 建制派續支持政府修例
新民黨的葉劉淑儀表示部分人因不了解實況而憂慮修例，認同政府這次諮詢較倉促，但認為問題已困擾香港二十多年，雖然急促但應該支持。又指出反對修例人士企圖製造另一件反《基本法》23條立法事件，認為手法與當年相似，目的為散播恐懼。不過她認為現時本港的政治及經濟情況穩定，情況與2003年不可相比。
梁美芬表示判刑比她原本預期長，代表草案還有更多時間審議。不過強調會照樣在法案委員會上提出不同問題，包括在特首決定是否移交的把關上，設定更高的門檻。梁美芬又指4·28遊行未必需要暫緩修例，但承認遊行人數不少，反映市民憂慮，而政府應該重視。補充指官員應該可以更加清楚地解說條例。
協助死者家屬的民建聯周浩鼎認為，判刑後修例仍然有迫切性，可用以達成台灣殺人犯移交，彰顯公義。又希望法案委員會盡快及恰當地選出主席審議草案。回應4·28遊行時表示尊重聆聽市民意見是應當之舉，但仍希望希望盡快展開法案委員會工作，在開展審議的過程中提出意見，而非到現在，法案委員會主席都未能選出，他認為該情況對台灣殺人案家屬不公道。

## 後續

### 殺人案疑犯判刑
涉嫌在台灣殺死女友後潛逃返港的陳同佳，早前承認4項洗黑錢罪。4月29日在高等法院，被判囚29個月。據資料，由他於去年3月被控，至判刑日已被還押411天。一般而言，在囚期間行為良好可獲扣除三分一刑期，因此預料陳同佳最快可於今年10月中旬刑滿出獄。
法官再次重申，本案的處理犯罪得益罪，所涉及的罪行是盜竊而不是殺人。又明白被告招供承認在境外殺人，但又不能控告他謀殺或誤殺，是會令人覺得困擾和不公平。但公義的原則亦包括，罪犯只會就被控告和定罪的罪行受罰。不論一個人涉嫌觸犯的控罪如何邪惡，他都應當得到公平審訊，來決定他是否有罪，否則不但損害疑犯利益，連整個刑事制度都會受到傷害。
雖然陳同佳早前在警誡下，已承認在台灣殺害女友潘曉穎，惟其罪行不在香港發生，律政司未能起訴，港台之間亦沒有司法互助及引渡協議，未能移送他到台灣受審。有律師指，一般而言，任何囚犯刑滿出獄後，無其他控罪在身，即與一般香港居民一樣享有自由權利，包括出境離港。
特首林鄭月娥與保安局長李家超見傳媒，林鄭重申修例刻不容緩，會爭取於7月完成，期望可於本立法年度在暑假休會前通過。但她同時承諾，如議員提出的建議有助消除社會疑慮，政府會認真考慮；至於民主派則堅持政府要撤回修例。

### 法案委員會衝突
法案委員會在4月30日召開第二場會議，仍然未能選出主席。至5月初，建制派和民主派各自召開會議，互不承認對方合法性，更在會議室爆發衝突，多人受傷。法案委員會最終在建制派支持下被撤銷，政府直接繞過委員會提交上立法會大會。此舉十分罕見且不符合議會傳統，更令民怨增加，引發6月9日的百萬大遊行，令反修例運動加劇。